# Вир (река)
Вир — река в Нижней Нормандии длиной 128 км, протекающая по территории департаментов Кальвадос и Манш, в том числе через города Вир, Сен-Ло и Изиньи-сюр-Мер, и впадающая в бухту Гран-Ве пролива Ла-Манш на границе данных департаментов. Площадь водосборного бассейна — 1240 км².

## География
Исток реки Вир находится на границе трёх нижненормандских департаментов — Манш, Кальвадос и Орн — на территории коммуны Шольё в Бют-Брембаль, на юго-востоке от города Вир и на север от леса Сен-Кристоф на высоте 308 м над уровнем моря. Течёт в направлении северо-северо-запад до слияния с Сулёвром в Кампо, затем отклоняется на запад до Пон-Фарси, далее на север через песчаники и сланцы синклинали. От слияния с Сулёвром до Сен-Ло река протекает по узкой и извилистой долине, имеющей два важных перелома профиля склона.
Нижнее течение реки канализировано и является частью порта Изиньи-сюр-Мер, расположенном в слиянии Вира и его главного притока — Ор, впадающего менее чем за 3 км от эстуария.
На берегах реки расположены следующие города:
- Кальвадос: Вир, Пон-Фарси, Изиньи-сюр-Мер
- Манш: Теси-сюр-Вир, Труаго, Конде-сюр-Вир, Сент-Сюзанн-сюр-Вир, Сен-Ло, Рампан, Понт-Эбер, Ла-Моф, Кавиньи.

## Гидрология
Как и Орн, Вир отличается дождевым океаническим режимом и четко выраженными летними мелководными периодами (2,64 м³/с в августе в Сен-Ло при среднегодовом расходе 12,6 м³/с).
| Средний расход воды (м³/с) реки Вир по месяцам с 1971 по 2019 гг. (замеры производились на гидрологическом посту в Сен-Ло)' |

## Основные притоки
Главные притоки (от истока к устью):
- Вирен (13 км) — левый, в Сен-Жермен-де-Тальванд
- Альер (18 км) — правый, в Вире
- Бревонь (17 км) — левый, в Ла-Граври
- Сулёвр (18 км) — правый, в Кампо
- Дром (17 км) — левый, в Пон-Фарси
- Жакр (13 км) — правый, в Ферваш
- Жуань (13 км) — левый, в Сен-Ло
- Элль (32 км) — правый, в Нейи-ла-Форе
- Ор (82 км) — правый, в Изиньи-сюр-Мер